# Luis Valentín Fernández de Velasco
Luis Valentín- Fernández de Velasco (Castro, Narón, La Corunya, 8 d'abril de 1929) és un advocat i polític català d'origen gallec establert a Barcelona.

## Trajectòria
Estudià dret a la universitat de Madrid i va començar a treballar al Cos de Secretaris Judicials. Resident a Barcelona, fou cofundador de Justícia Democràtica i membre del comitè central del Partit Socialista Unificat de Catalunya. Durant la Generalitat Provisional (1977-1980) fou membre de la Comissió Mixta de Transferències de l'Administració de l'Estat a la Generalitat de Catalunya.
A les eleccions al Parlament de Catalunya de 1980 fou elegit diputat pel PSUC per la circumscripció de Barcelona. Dins del Parlament de Catalunya fou portaveu segon del grup parlamentari del PSUC, secretari primer de la comissió de Reglament Interior i membre de la Diputació Permanent.
Darrerament ha treballat per al defensor del client de les Caixes d'Estalvi Catalanes.